# Streng (tuigage)

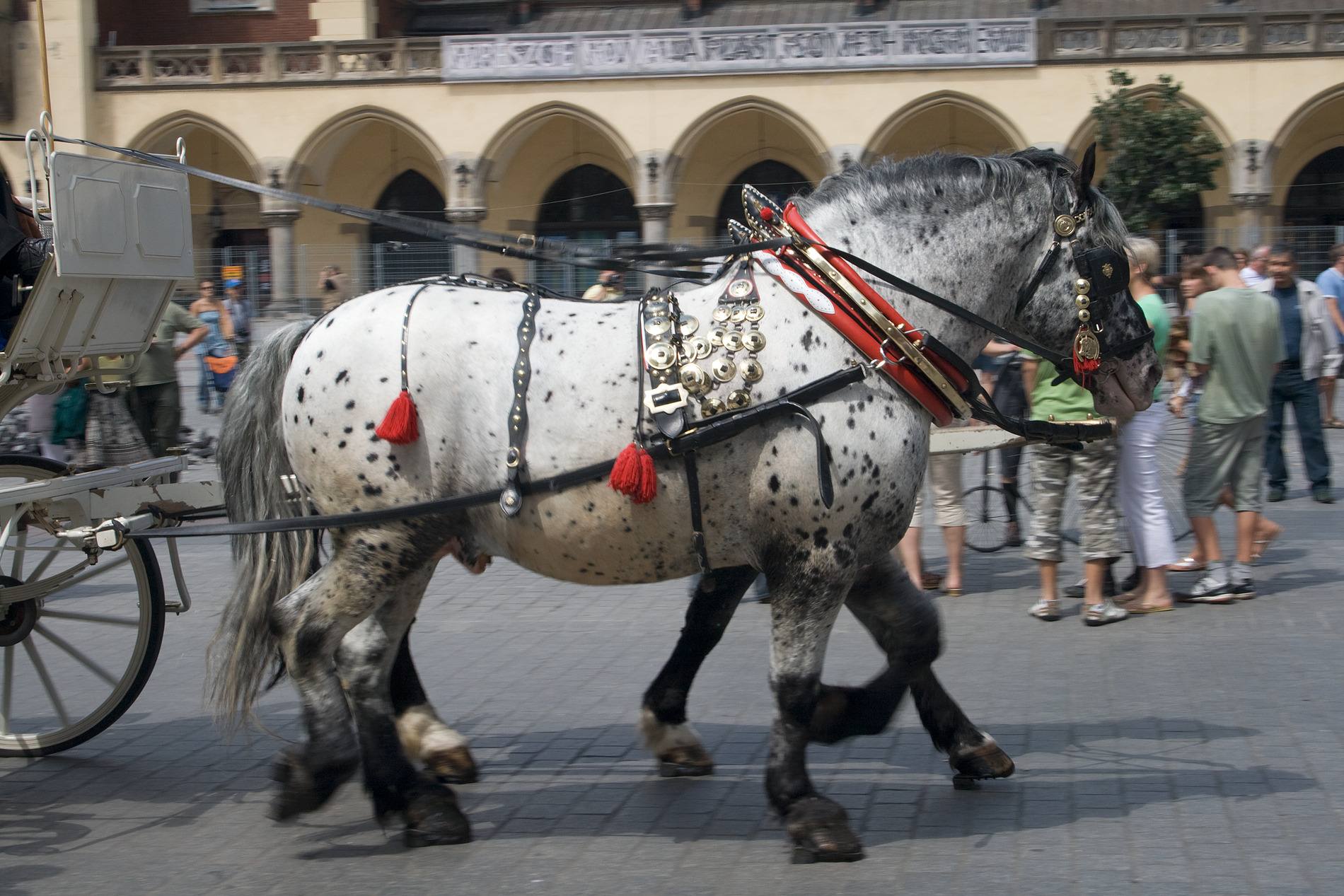
Een Poolse aanspanning; gareeltuig met leren strengen

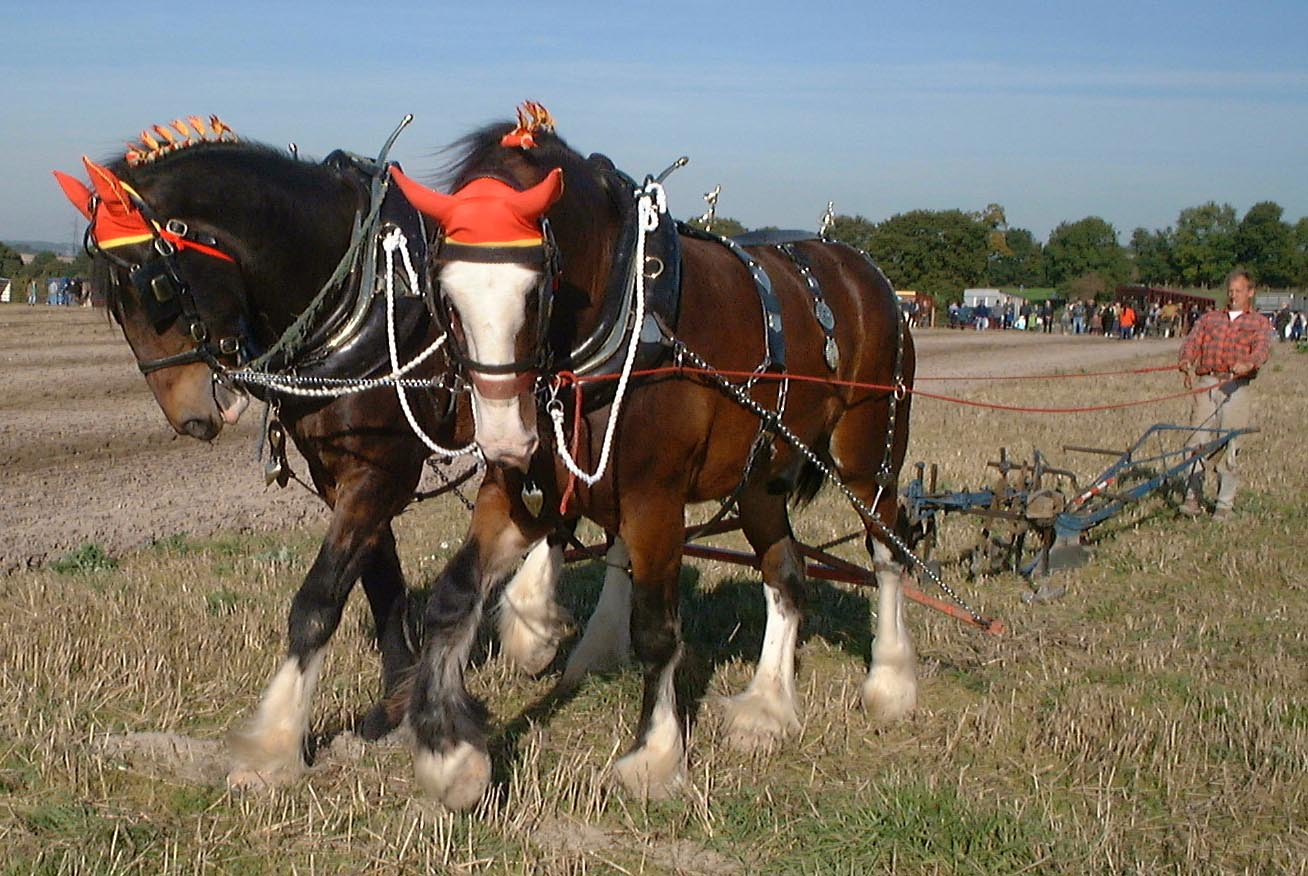
Kettingen als strengen bij trekpaarden

Een streng is in de mensport een stevige (dubbel genaaide) leren riem waarmee het trekdier aan de wagen is verbonden om deze te kunnen voortbewegen.
Men gebruikt per paard twee strengen. Deze zijn met gespen bevestigd aan de rest van de tuigage. Het tuig kan bestaan uit een gareel of een bladtuig. Aan de wagenzijde hebben de strengen een lus, aan de paardzijde zijn ze voorzien van een reeks gaten waardoor de riemen versteld kunnen worden. Aan de wagen bevindt zich een vaste regel of een evenaar waaraan een of meerdere losse zwengen zijn opgehangen waaraan de strengen bevestigd worden. Het zweng kan vrij bewegen om de verschillen in trekspanning op de afzonderlijke strengen uit te balanceren. Bij gareeltuig worden de strengen ook wel eens vastgemaakt aan de zogenaamde 'paddenstoelen' op de vaste regel. 
Bij landelijke aanspanningen kunnen de strengen bestaan uit dikke touwen of, met name voor zwaar werk in de land- en bosbouw, uit kettingen. De Friese sjees wordt bijvoorbeeld traditioneel met touwen aangespannen, terwijl het bij het tuig voor trekpaarden vaak met kettingen wordt gewerkt.